# Le ereditiere superporno
Le ereditiere superporno è un film del 1981 co-diretto da Alexander Borsky (alias Joe D'Amato) e Claudio Bernabei.

## Trama
James Taylor è un anziano signore che vive in una villa in compagnia del nipote Benjamin. L'uomo, ormai in fin di vita, fa convocare i suoi parenti per decidere come dividere la sua eredità: tutti i suoi beni saranno destinati a Benjamin che però, essendo minorenne, dovrà scegliere un tutore tra uno dei tre figli del vecchio. Questa scelta scatenerà invidie tra i figli del moribondo, che cercheranno in tutti i modi di accaparrarsi le simpatie del giovane: la tattica che adotteranno sarà quella di offrire sessualmente le loro mogli al ragazzo. Il film annovera nel cast tra i più noti volti della pornografia italiana degli anni ottanta.